# Ivica Žnidaršič
Ivica Žnidaršič, slovenska pedagoginja, * 25. junij 1934, Bučka. 
Je predsednica Društva izgnancev Slovenije, pred tem pa je delala kot funkcionarka in urednica v organizciji Rdeči križ Slovenije in SZDL.

## Odlikovanja in nagrade
Leta 2001 je prejela častni znak svobode Republike Slovenije z naslednjo utemeljitvijo: »za požrtvovalno delo v dobro pomoči potrebnim, še posebej žrtvam vojnega nasilja«.